# چاناک قلعه
چاناک قلعه (به ترکی استانبولی: Çanakkale) این شهر در منابع دوران عثمانی بنام چَناقْ قلعه خوانده می‌شد، شهری است بندری در کشور ترکیه که در استان چناق‌قلعه واقع شده است و مرکز این استان می‌باشد. چاناک قلعه همچون استانبول به دو بخش اروپایی و آسیایی تقسیم شده است، هرچند به نسبت استانبول بیشتر متمایل به بخش اروپایی ترکیه می‌باشد.
در زمان امپراتوری روم شرقی، این شهر Δαρδανέλλια یا داردانلیا نام داشت و در انگلیسی داردانل خوانده می‌شد.
این شهر یکی از سنگرهای امپراتوری عثمانی بود. قلعهٔ سلطانیه در این شهر قرار دارد که به خاطر آثار سفالی‌اش معروف می‌باشد. داستان لئاندر در شمال چاناک قلعه روی داده است.
در سال ۱۹۱۵ و در خلال جنگ جهانی اول، فرانسه و انگلستان تلاش داشتند تا قسطنطنیه را با استفاده از گذرگاه داردانل به تسخیر خود درآورند. در این زمان جنگی معروف به جنگ چاناک قلعه در این شهر روی داد. در این جنگ دریایی که در ماه مارس اتفاق افتاد، نیروهای ترک توانستند نیروی دریایی پادشاهی بریتانیا را شکست داده و بسیاری از کشتی‌ها و زیردریایی‌های بریتانیا و فرانسه را غرق کنند.
دانشگاه ۱۸ مارس در این شهر قرار دارد که مشتمل بر ۱۲ دانشکده می‌باشد.

## نگارخانه

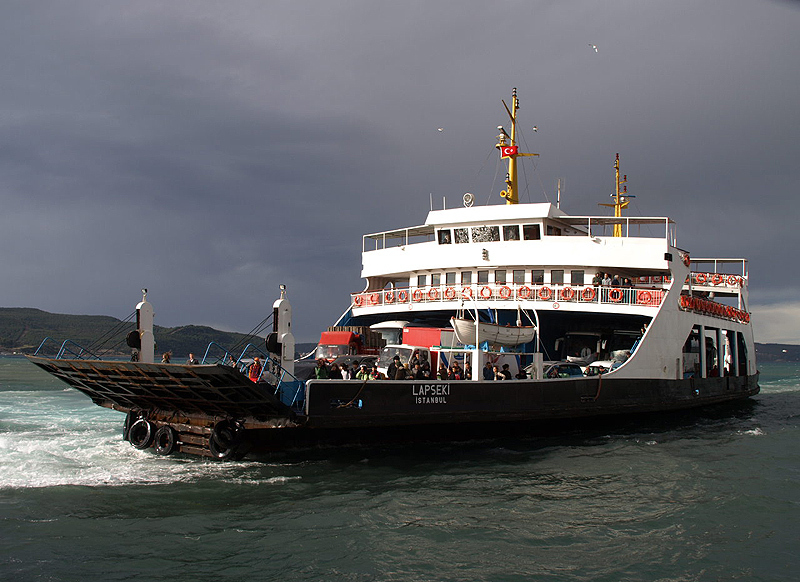
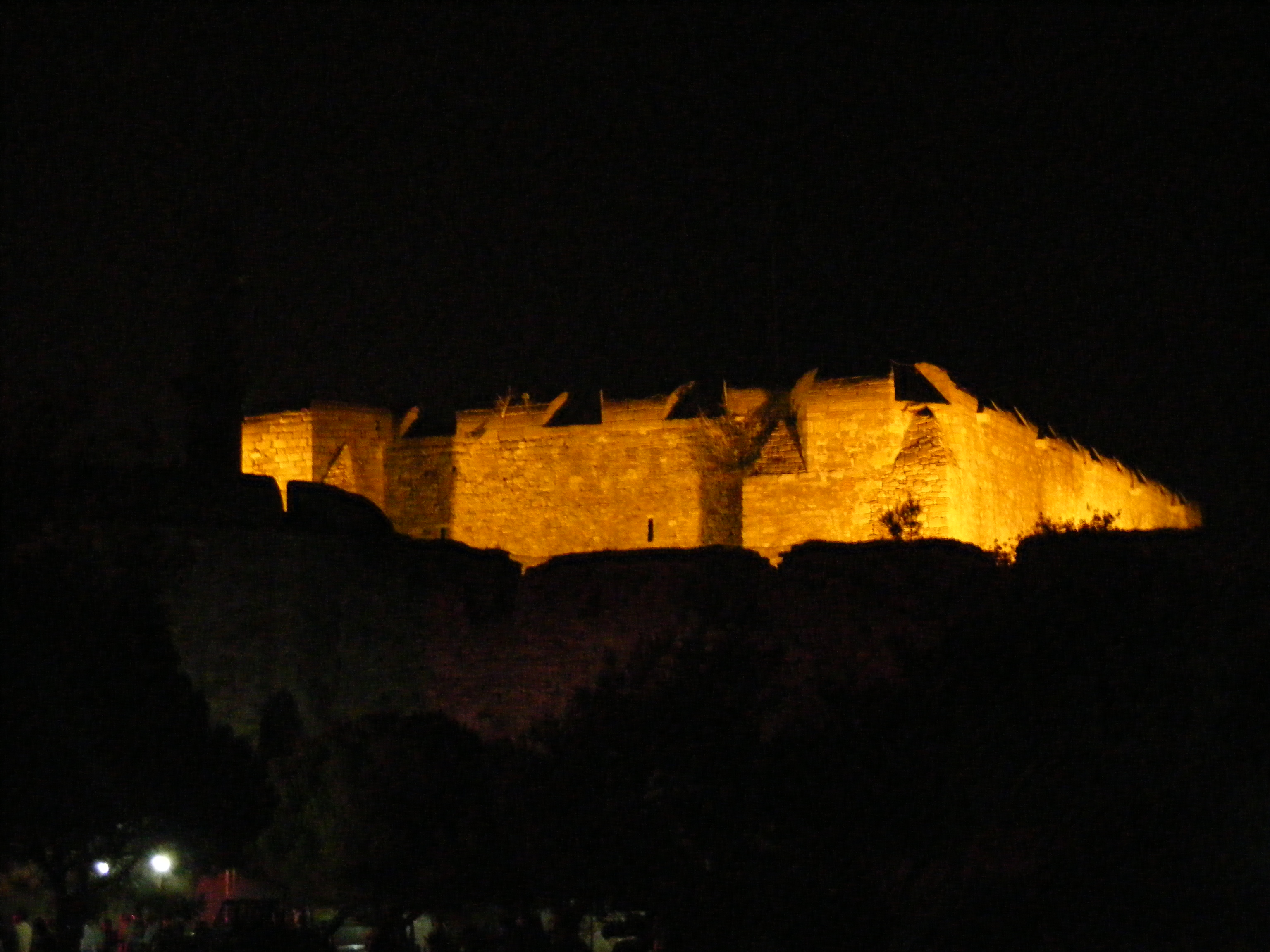
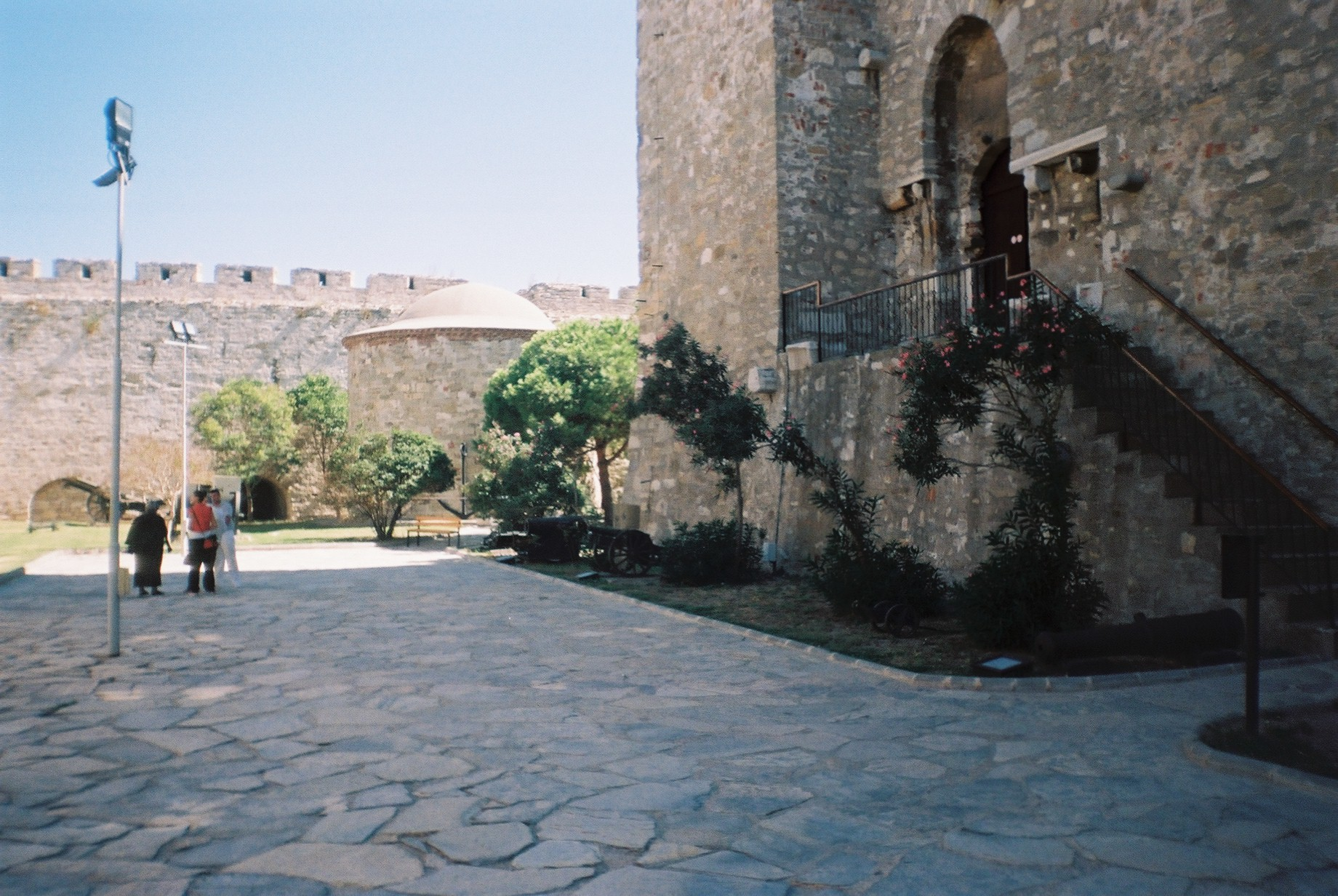